# Bahnhof Ulmen

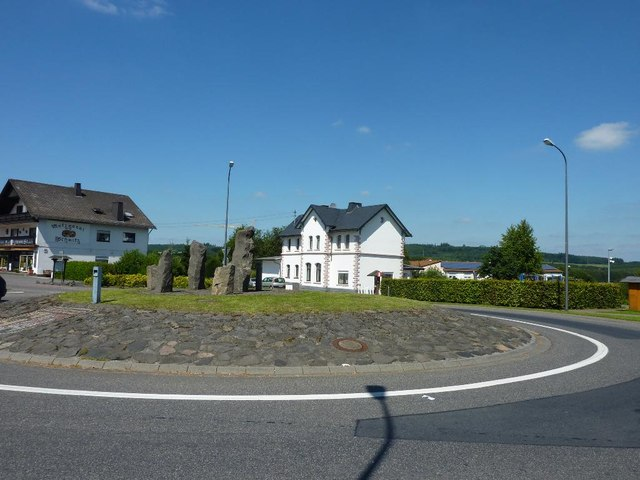
Bahnhofsgebäude

Der Bahnhof Ulmen ist ein Bahnhof an der Eifelquerbahn, dessen Güter- und Personenverkehr eingestellt wurde. Er liegt in Ulmen im Landkreis Cochem-Zell in der Eifel in Rheinland-Pfalz.

## Geschichte
Am 15. Mai 1895 wurde der letzte Abschnitt von 70,69 Kilometern der Königlich Preußischen Staatseisenbahnen (K.P.St.E.) von Mayen Ost nach Gerolstein in Betrieb genommen, womit die Gesamtstrecke fertiggestellt war. Dies war der dritte Abschnitt der Eifelquerbahn, der in Betrieb genommen wurde.
Am 16. August 1894 fuhr der erste Bauzug aus Richtung Laubach in die Betriebsstelle ein. Der Bahnhof bekam bereits zu Beginn eine größere Gleisanlage als die benachbarten Bahnhöfe, da er neben seiner Funktion im Personenverkehr auch dem Transport von Vieh sowie dem Güterverkehr, insbesondere der Holzverladung, diente. So befindet sich am Bahnhof Ulmen eine Verladerampe und ein Güterschuppen. Weiter hatte der Güterboden eine Kopf- und Seitenrampe und ein Abstellgleis mündete in einen Lagerplatz, der gegenüber einer Ladestraße lag.
Im Jahr 1903 wurde am Hausbahnsteig des Bahnhofs direkt am Giebelrisalit ein Stellwerksanbau aus Bruchstein angebracht, der auffällig breit und rundum verglast war. Bis zum Jahr 1929 gab es eine Lorenbahn, die vom verlandeten Maar „Jungfernweiher“ fuhr, wo brikettierter Torf verladen und zum Bahnhof transportiert wurde. Im Jahr 1938 gehörte der Bahnhof zur Rangklasse IV.
Ein Fensterbauunternehmen bekam 1965 einen eingleisigen Bahnanschluss. Im Mai 1966 wurde dieser um ein zusätzliches Gleis erweitert. Ein weiteres Gleis verband ein Lager für Flüssiggas. Der Bahnhof wurde mit einer Kleinlokomotive ausgestattet, um diese Anschlüsse zu bedienen.
Im Jahr 1968 erfolgte eine Erweiterung des Fliegerhorst Büchel. Der Zement wurde vom Bahnhof zum Flugplatz transportiert. 1982 wurde das Bahnpersonal vom Bahnhof abgezogen.
Am 13. Januar 1991 wurde der Personenverkehr zwischen Gerolstein und Mayen West eingestellt. Am 1. Januar 1998 wurde der Güterverkehr zwischen Ulmen und Kaisersesch eingestellt.
2008 fand im Bahnhof Ulmen ein Fest zur Wiederinbetriebnahme des Bahnhofs Ulmen sowie des Streckenabschnittes der Eifelquerbahn zwischen Gerolstein und Kaisersesch statt; dieser wurde jedoch 2012 wieder eingestellt. Es finden teilweise Präsentationen historischer und moderner Fahrzeuge auf den noch heute vorhandenen umfangreichen Gleisanlagen statt.
Im September 2023 berichtete das SWR über die Möglichkeit der Reaktivierung der Eifelquerbahn und damit auch des Bahnhofs Ulmen. Nach einem Gutachten des Zweckverband Schienenpersonennahverkehr Rheinland-Pfalz Nord (SPNV Nord) für die Eifelquerbahn überwiege der Nutzen der Strecke die Kosten.

## Gebäude
Der am 15. Mai 1895 feierlich eröffnete, traufenständige, zweigeschossige Putzbau mit Satteldach und dekorativer Verzahnung aus Buntsandstein an den Gebäudekanten war ein variierter Typenbau von 1894. Er hatte an der Orts- und Gleisseite einen asymmetrischen Giebelrisalit. Die Fenster mit Segmentbogen waren mit Rahmen aus Buntsandstein versehen. Im Erdgeschoss des Empfangsgebäudes waren ein Wartesaal, Fahrkarten-, Express- und Gepäckschalter, Diensträume sowie ein Güterboden untergebracht. Im Obergeschoss befand sich eine Dienstwohnung für den Bahnhofsvorsteher. Es war Stand 2000 in einem „sehr guten Zustand“, sah jedoch später „ungepflegt“ aus.